# Petrus Bergström
Petrus Bergström (i riksdagen kallad Bergström i Bäckland), född 29 november 1881 i Nordingrå, död där 20 april 1939, var en svensk lantbrukare, predikant och riksdagsledamot (liberal).
Petrus Bergström, som kom från en bondesläkt, var lantbrukare i Nordingrå, predikant i Svenska missionsförbundet och talare i nykterhetsfrågor. Han var utgivare av tidningarna Sändebudet och Julesnö, ordförande i Ångermanlandsdistriktet av Sveriges blåbandsförbund och vice ordförande i Nordingrå kommunalnämnd. Han var även ordförande för den lokala folkpartiavdelningen.
Han var riksdagsledamot i andra kammaren i två omgångar: 1918-1921 för Ångermanlands norra valkrets och 1925-1932 för Västernorrlands läns valkrets. I riksdagen tillhörde han Frisinnade landsföreningens riksdagsgrupp Liberala samlingspartiet, efter partisplittringen 1923 ersatt av Frisinnade folkpartiet. Han var bland annat suppleant i första lagutskottet 1929-1932 och engagerade sig inte minst för landsbygdsfrågor samt för situationen för vapenvägrare.